# 武吉知马猴人
武吉知马猴人（一般简写为BTM或BTMM），是一种生存于新加坡武吉知马森林地区的神秘生物。 这种生物被认为是森林中的原始人类或者是灵长目动物，还有人认为是神仙；关于它是否存在历来都有很大的争论。关于武吉知马猴人的资料稀少而分散，因此其被广泛认为是民间传说的产物。神秘动物学家Karl Shuker在他2007年出版的书籍 Extraordinary Animals Revisited中定义了这种生物的长度。
据称，这种生物的目击事件很少见。现有记录主要来自马来民间传说、二战日军的记载，以及偶尔有当地居民目击的未经证实的报道。据说第一次目击事件发生在大约1805年，最近一次则是在2007年。